# Hélisenne de Crenne

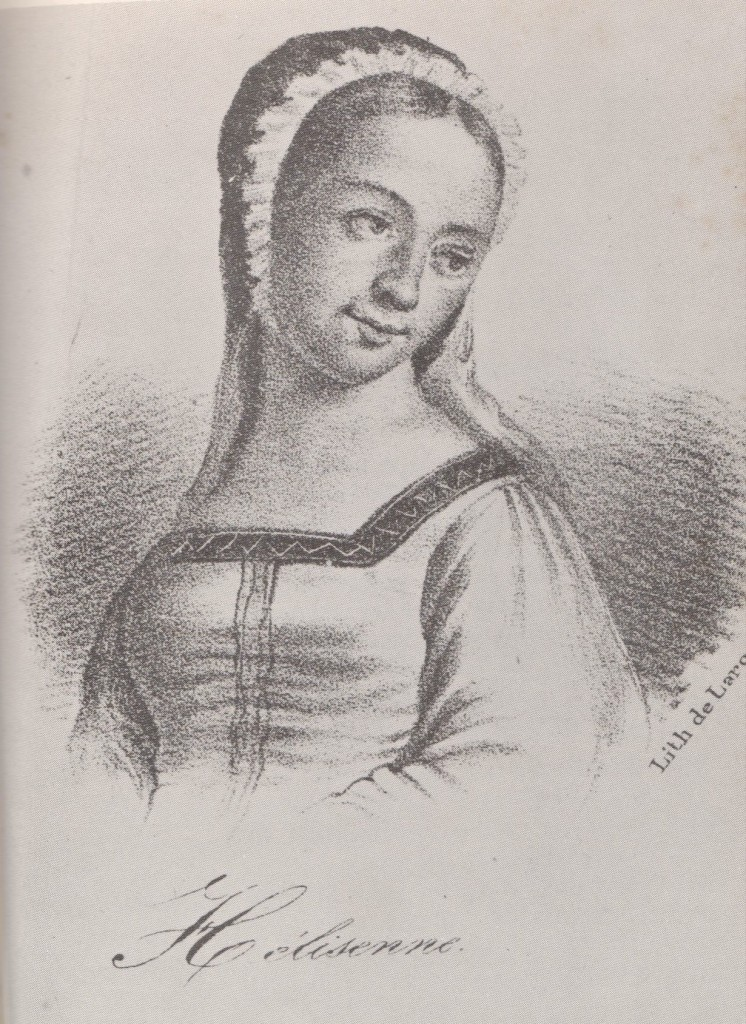
Incisione di Hélisenne de Crenne

Hélisenne de Crenne, pseudonimo di Marguerite Briet (Abbeville, 1510 circa – Île-de-France, 1552 dopo), è stata una scrittrice, poetessa e traduttrice francese. Dimenticata poi riscoperta nel XIX secolo, Hélisenne de Crenne è nota, sia come studiosa nella tradizione umanista del Rinascimento, sia come una precorritrice del romanzo sentimentale, psicologico ed epistolare, nonché una pioniera del femminismo.

## Biografia

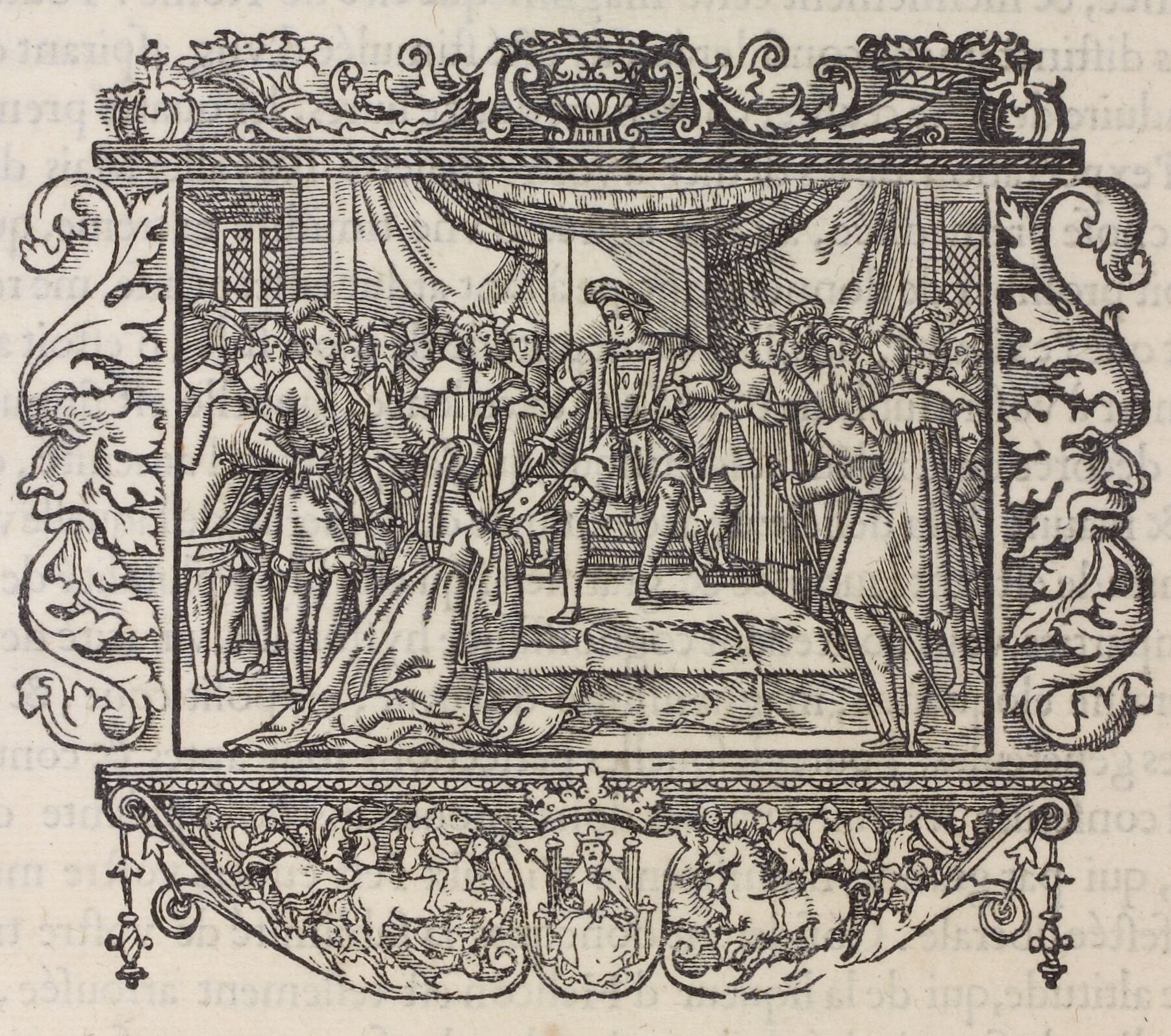
Hélisenne de Crenne presenta la sua traduzione dellEneide a Francesco I.

Marguerite Briet nacque a Abbeville nella Piccardia verso il 1510, figlia di un scabino, un consigliere comunale della città.
Marguerite si recò a Parigi e pubblicò quattro libri sotto lo pseudonimo di Hélisenne de Crenne presso l'editore Denis Janot dal 1538 al 1541. 
Il romanzo di maggior successo fu Les Angoisses douloureuses qui procèdent d'amour.
La sua traduzione dell'Eneide le permise di essere ammessa alla corte di Francesco I di Francia.

## Opere
- Les Angoisses douloureuses qui procèdent d'amours (1538)
- Les Epistres familières et invectives (1539)
- Le Songe (1540)

Scrisse anche una traduzione in prosa francese dei primi quattro libri dell'Eneide di Virgilio :
- Les Quatre premiers livres des Eneydes du treselegant poete Virgile. Traduictz de Latin en prosa Françoyse (1541)